# Diocesi di Alcalá de Henares

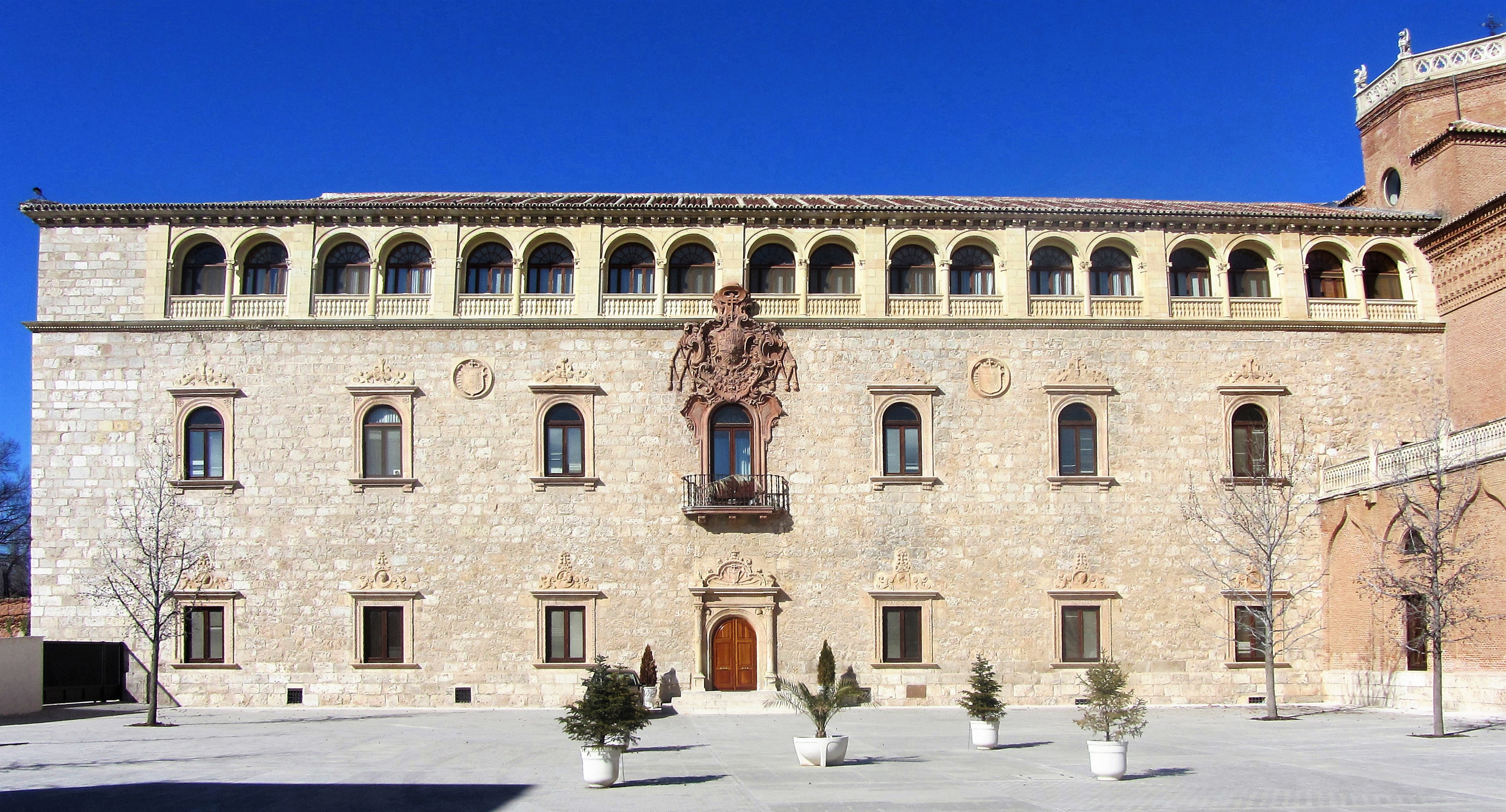
Facciata principale del palazzo episcopale di Alcalá de Henares, che fu dal XIII al XVI secolo sede degli arcivescovi di Toledo.

La diocesi di Alcalá de Henares (in latino Dioecesis Complutensis) è una sede della Chiesa cattolica in Spagna suffraganea dell'arcidiocesi di Madrid. Nel 2022 contava 738.023 battezzati su 848.722 abitanti. È retta dal vescovo Antonio Prieto Lucena.

## Territorio
La diocesi comprende 54 comuni della comunità autonoma di Madrid.
Sede vescovile è la città di Alcalá de Henares, dove si trova la cattedrale magistrale dei Santi Giusto e Pastore. È una delle due uniche chiese al mondo a possedere il titolo di magistrale, il quale comporta che tutti i suoi canonici debbano essere laureati in teologia; l'altra chiesa magistrale è la collegiata di San Pietro, nella città belga di Lovanio.
Il territorio si estende su 2.583 km² ed è suddiviso in 93 parrocchie.

## Storia
La tradizione iberica attribuisce l'evangelizzazione di Complutum a sant'Eugenio di Toledo; la prima comunità cristiana si vantò della testimonianza e del martirio dei santi Giusto e Pastore, ricordati nel Martirologio Romano alla data del 6 agosto.
La prima diocesi di Complutum fu eretta nel V secolo, probabilmente da Asturio, vescovo di Toledo, che ritrovò le reliquie dei santi Giusto e Pastore e nello stesso luogo fece edificare una chiesa, che è l'odierna cattedrale, e rese la città sede vescovile. Secondo Ildefonso di Toledo, Asturio, che fu il nono vescovo toletano, fu anche il primo di Complutum.
La diocesi sopravvisse all'invasione degli Arabi e sono documentati vescovi di Complutum, che nel frattempo aveva assunto il nome di Al-Kalaga (da cui l'odierno Alcalá), dall'VIII all'XI secolo, epoca in cui questa prima diocesi fu soppressa. Il 4 maggio 1099 papa Urbano II ne aggregò il territorio all'arcidiocesi di Toledo.
Dal XIII al XVI secolo, Alcalá fu sede degli arcivescovi toletani, che qui tennero alcuni dei loro concili provinciali, dal 1325 al 1479. Alcalá fu poi rinomata in tutta la Spagna per essere stata la sede primitiva della Universidad Complutense, una delle maggiori di tutto il Paese, trasferita a Madrid nel 1836.
In seguito al concordato del 1851, con la bolla Ad vicariam di papa Pio IX del 5 settembre 1851, fu eretta la "diocesi di Madrid e Alcalá", che tuttavia trovò attuazione solo nel 1884.
Il titolo Complutensis rimase unito a quello di Madrid fino a quando, il 23 luglio 1991, fu ristabilita la diocesi con la bolla In hac Beati Petri cathedram di papa Giovanni Paolo II, ricavandone il territorio dall'arcidiocesi di Madrid, di cui contestualmente è diventata suffraganea.
Il 18 ottobre 1997 è stato inaugurato il seminario diocesano, dedicato all'Immacolata e ai santi Giusto e Pastore. I seminaristi studiano per una laurea in teologia presso l'Università ecclesiastica San Damaso di Madrid.

## Cronotassi dei vescovi
Si omettono i periodi di sede vacante non superiori ai 2 anni o non storicamente accertati.

### Vescovi di Complutum
- Sant'Asturio † (inizio V secolo)
- Facilio † (prima del 436)
- Fulmaro † (V secolo)
- Alusiano † (? - 522 deceduto)
- Venerio I † (522 - 559)
- Novelo † (prima del 579 - dopo il 589)
- Bonito † (VI secolo)
- Félix † (prima del 597 - dopo il 602)
- Presidio † (menzionato nel 609)
- Asturio II † (menzionato nel 612)
- Amando † (VII secolo)
- Blas † (VII secolo)
- Hilario † (prima del 633 - dopo il 646)
- Dadila (o Dodilo) † (prima del 653 - dopo il 656)
- Acisclo Audala † (menzionato nel 675)
- Gildemiro (o Subdemiro) † (menzionato nel 681)
- Agricio † (prima del 683 - dopo il 684)
- Espasando † (prima del 688 - dopo il 693)
- Juan † (menzionato nel 698)
- Asturio III † (menzionato nel 715)
- Matano † (VIII secolo)
- Aliano † (VIII/IX secolo)
- Venerio II † (menzionato nell'830 circa)
- Esteban † (IX/X secolo)
- Salustiano † (menzionato nel 922 circa)
- Geroncio † (menzionato nel 1008 circa)
- Pascasio † (XI secolo)
- Pedro de Santa Justa † (XI secolo)
  - Sede soppressa

### Vescovi di Alcalá de Henares
- Manuel Ureña Pastor (23 luglio 1991 - 1º luglio 1998 nominato vescovo di Cartagena)
- Jesús Esteban Catalá Ibáñez (27 aprile 1999 - 10 ottobre 2008 nominato vescovo di Malaga)
- Juan Antonio Reig Pla (7 marzo 2009 - 21 settembre 2022 ritirato)[3]
- Antonio Prieto Lucena, dal 1º aprile 2023

## Statistiche
La diocesi nel 2022 su una popolazione di 848.722 persone contava 738.023 battezzati, corrispondenti all'87,0% del totale.
| anno | popolazione | popolazione | popolazione | presbiteri | presbiteri | presbiteri | presbiteri                | diaconi | religiosi | religiosi | parrocchie |
| anno | battezzati  | totale      | %           | numero     | secolari   | regolari   | battezzati per presbitero | diaconi | uomini    | donne     | parrocchie |
| ---- | ----------- | ----------- | ----------- | ---------- | ---------- | ---------- | ------------------------- | ------- | --------- | --------- | ---------- |
| 1999 | 650.000     | 740.000     | 87,8        | 188        | 139        | 49         | 3.457                     | 4       | 93        | 476       | 89         |
| 2000 | 671.000     | 760.000     | 88,3        | 166        | 127        | 39         | 4.042                     | 4       | 83        | 443       | 92         |
| 2001 | 680.000     | 780.000     | 87,2        | 164        | 138        | 26         | 4.146                     | 4       | 70        | 399       | 92         |
| 2002 | 477.373     | 514.899     | 92,7        | 156        | 131        | 25         | 3.060                     | 4       | 79        | 334       | 92         |
| 2003 | 545.827     | 584.077     | 93,5        | 155        | 127        | 28         | 3.521                     | 4       | 68        | 283       | 92         |
| 2004 | 602.289     | 650.789     | 92,5        | 162        | 132        | 30         | 3.717                     | 4       | 70        | 283       | 92         |
| 2006 | 651.540     | 706.629     | 92,2        | 207        | 141        | 66         | 3.147                     | 4       | 119       | 317       | 92         |
| 2012 | 686.161     | 807.248     | 85,0        | 192        | 120        | 72         | 3.573                     | 4       | 121       | 241       | 92         |
| 2015 | 716.567     | 821.937     | 87,2        | 215        | 130        | 85         | 3.332                     | 4       | 140       | 229       | 93         |
| 2018 | 714.531     | 816.890     | 87,5        | 210        | 133        | 77         | 3.402                     | 3       | 111       | 204       | 93         |
| 2020 | 727.102     | 833.419     | 87,2        | 215        | 146        | 69         | 3.381                     | 4       | 102       | 183       | 93         |
| 2022 | 738.023     | 848.722     | 87,0        | 201        | 142        | 59         | 3.671                     | 4       | 91        | 167       | 93         |

## Musica
La diocesi ha un gruppo pop-rock di musica cattolica chiamato La Voz del Desierto, composto da tre sacerdoti diocesani e quattro laici. Questo gruppo musicale nato nel 2004 ha tenuto concerti in tutta la Spagna, negli Stati Uniti e a Panama, partecipando due volte con la propria musica alla Giornata mondiale della gioventù.